# HD 186440
HD 186440，又名BD+30 3706，SAO 68744、HR 7505，是一颗恒星，视星等为6.05，位于銀經65.81，銀緯3.52，其B1900.0坐标为赤經19h 39m 13.5s，赤緯+30° 3.52′ 23″。